# 1951-es férfi röplabda-Európa-bajnokság
Az 1951-es férfi röplabda-Európa-bajnokságot Franciaországban rendezték 1951. szeptember 12. és szeptember 22. között. A tornán 10 válogatott vett részt. Az Eb-t a címvédő szovjet válogatott nyerte.

## Lebonyolítás
A csapatok egy darab négycsapatos és két darab háromcsapatos csoportot alkottak, a csoportokban körmérkőzések döntötték el a csoportok végeredményét. A csoportokból az első két helyezett jutott a hatos döntőbe, a harmadikok és a negyedik a 7–10. helyért játszhattak. A helyosztó csoportokban újabb körmérkőzéseket rendeztek és a csoportok végeredményeiből alakult ki a torna végeredménye is.

## Csoportkör
| Jelmagyarázat                                                              |
| -------------------------------------------------------------------------- |
| A csoportok első két helyezettje bejutott a hatos döntőbe.                 |
| A csoportok harmadik és negyedik helyezettjei a 7–10. helyért játszhattak. |

### A csoport
|             |      | Mérkőzések | Mérkőzések | Szettek | Szettek | Szettek | Pontok | Pontok | Pontok |
| Csapat      | Pont | Gy         | V          | Sz+     | Sz–     | SzA     | P+     | P–     | PA     |
| ----------- | ---- | ---------- | ---------- | ------- | ------- | ------- | ------ | ------ | ------ |
| Szovjetunió | 4    | 2          | 0          | 6       | 0       | MAX     | 90     | 17     | 5,294  |
| Belgium     | 3    | 1          | 1          | 3       | 3       | 1,000   | 49     | 76     | 0,645  |
| Olaszország | 2    | 0          | 2          | 0       | 6       | 0,000   | 44     | 90     | 0,489  |

| 1951. szeptember 15. | Belgium              | 3–0 | Olaszország |  |
| 1951. szeptember 15. | (15–6, 15–12, 15–13) |     |             |  |

| 1951. szeptember 16. | Szovjetunió        | 3–0 | Olaszország |  |
| 1951. szeptember 16. | (15–4, 15–7, 15–2) |     |             |  |

| 1951. szeptember 17. | Szovjetunió        | 3–0 | Belgium |  |
| 1951. szeptember 17. | (15–2, 15–1, 15–1) |     |         |  |

### B csoport
|             |      | Mérkőzések | Mérkőzések | Szettek | Szettek | Szettek | Pontok | Pontok | Pontok |
| Csapat      | Pont | Gy         | V          | Sz+     | Sz–     | SzA     | P+     | P–     | PA     |
| ----------- | ---- | ---------- | ---------- | ------- | ------- | ------- | ------ | ------ | ------ |
| Bulgária    | 6    | 3          | 0          | 9       | 1       | 9,000   | 149    | 69     | 2,159  |
| Jugoszlávia | 5    | 2          | 1          | 7       | 3       | 2,333   | 138    | 115    | 1,200  |
| Portugália  | 4    | 1          | 2          | 3       | 7       | 0,429   | 106    | 138    | 0,768  |
| Hollandia   | 3    | 0          | 3          | 1       | 9       | 0,111   | 76     | 147    | 0,517  |

| 1951. szeptember 15. | Jugoszlávia          | 3–0 | Portugália |  |
| 1951. szeptember 15. | (15–12, 15–7, 16–14) |     |            |  |

| 1951. szeptember 16. | Bulgária                    | 3–1 | Jugoszlávia |  |
| 1951. szeptember 16. | (15–10, 15–8, 14–16, 15–13) |     |             |  |

| 1951. szeptember 16. | Portugália                  | 3–1 | Hollandia |  |
| 1951. szeptember 16. | (11–15, 15–12, 16–14, 15–6) |     |           |  |

| 1951. szeptember 17. | Jugoszlávia         | 3–0 | Hollandia |  |
| 1951. szeptember 17. | (15–3, 15–8, 15–12) |     |           |  |

| 1951. szeptember 17. | Bulgária            | 3–0 | Portugália |  |
| 1951. szeptember 17. | (15–5, 15–10, 15–1) |     |            |  |

| 1951. szeptember 18. | Bulgária           | 3–0 | Hollandia |  |
| 1951. szeptember 18. | (15–1, 15–3, 15–2) |     |           |  |

### C csoport
|               |      | Mérkőzések | Mérkőzések | Szettek | Szettek | Szettek | Pontok | Pontok | Pontok |
| Csapat        | Pont | Gy         | V          | Sz+     | Sz–     | SzA     | P+     | P–     | PA     |
| ------------- | ---- | ---------- | ---------- | ------- | ------- | ------- | ------ | ------ | ------ |
| Románia       | 4    | 2          | 0          | 6       | 1       | 6,000   | 104    | 64     | 1,625  |
| Franciaország | 3    | 1          | 1          | 4       | 3       | 1,333   | 95     | 82     | 1,159  |
| Izrael        | 2    | 0          | 2          | 0       | 6       | 0,000   | 37     | 90     | 0,411  |

| 1951. szeptember 15. | Franciaország       | 3–0 | Izrael |  |
| 1951. szeptember 15. | (15–10, 15–7, 15–6) |     |        |  |

| 1951. szeptember 16. | Románia                     | 3–1 | Franciaország |  |
| 1951. szeptember 16. | (13–15, 15–9, 16–14, 15–12) |     |               |  |

| 1951. szeptember 18. | Románia            | 3–0 | Izrael |  |
| 1951. szeptember 18. | (15–3, 15–5, 15–6) |     |        |  |

## Helyosztók

### A 7–10. helyért
|             |      | Mérkőzések | Mérkőzések | Szettek | Szettek | Szettek | Pontok | Pontok | Pontok |
| Csapat      | Pont | Gy         | V          | Sz+     | Sz–     | SzA     | P+     | P–     | PA     |
| ----------- | ---- | ---------- | ---------- | ------- | ------- | ------- | ------ | ------ | ------ |
| Portugália  | 6    | 3          | 0          | 9       | 2       | 4,500   | 151    | 121    | 1,248  |
| Olaszország | 5    | 2          | 1          | 8       | 3       | 2,667   | 159    | 128    | 1,242  |
| Hollandia   | 4    | 1          | 2          | 3       | 8       | 0,375   | 130    | 149    | 0,872  |
| Izrael      | 3    | 0          | 3          | 2       | 9       | 0,222   | 118    | 160    | 0,738  |

| 1951. szeptember 19. | Portugália                        | 3–2 | Olaszország |  |
| 1951. szeptember 19. | (9–15, 15–12, 7–15, 15–13, 15–11) |     |             |  |

| 1951. szeptember 19. | Hollandia                        | 3–2 | Izrael |  |
| 1951. szeptember 19. | (13–15, 18–16, 15–8, 6–15, 15–5) |     |        |  |

| 1951. szeptember 20. | Olaszország         | 3–0 | Izrael |  |
| 1951. szeptember 20. | (15–9, 15–6, 18–16) |     |        |  |

| 1951. szeptember 20. | Portugália          | 3–0 | Hollandia |  |
| 1951. szeptember 20. | (15–9, 15–7, 15–11) |     |           |  |

| 1951. szeptember 21. | Olaszország           | 3–0 | Hollandia |  |
| 1951. szeptember 21. | (15–10, 15–13, 15–13) |     |           |  |

| 1951. szeptember 21. | Portugália          | 3–0 | Izrael |  |
| 1951. szeptember 21. | (15–9, 15–6, 15–13) |     |        |  |

### Hatos döntő
| 1951. szeptember 18. | Szovjetunió          | 3–0 | Jugoszlávia |  |
| 1951. szeptember 18. | (15–12, 15–2, 15–11) |     |             |  |

| 1951. szeptember 18. | Franciaország                     | 3–2 | Bulgária |  |
| 1951. szeptember 18. | (15–12, 15–9, 5–15, 10–15, 15–12) |     |          |  |

| 1951. szeptember 18. | Románia            | 3–0 | Belgium |  |
| 1951. szeptember 18. | (15–8, 15–3, 15–5) |     |         |  |

| 1951. szeptember 19. | Jugoszlávia                       | 3–2 | Románia |  |
| 1951. szeptember 19. | (11–15, 15–9, 5–15, 15–10, 17–15) |     |         |  |

| 1951. szeptember 19. | Szovjetunió        | 3–0 | Franciaország |  |
| 1951. szeptember 19. | (15–2, 15–6, 15–7) |     |               |  |

| 1951. szeptember 19. | Bulgária           | 3–0 | Belgium |  |
| 1951. szeptember 19. | (15–2, 15–8, 15–7) |     |         |  |

| 1951. szeptember 20. | Bulgária           | 3–0 | Jugoszlávia |  |
| 1951. szeptember 20. | (15–5, 15–6, 15–8) |     |             |  |

| 1951. szeptember 20. | Szovjetunió        | 3–0 | Románia |  |
| 1951. szeptember 20. | (15–9, 15–9, 15–7) |     |         |  |

| 1951. szeptember 20. | Franciaország       | 3–0 | Belgium |  |
| 1951. szeptember 20. | (15–8, 15–10, 15–5) |     |         |  |

| 1951. szeptember 21. | Franciaország                     | 3–2 | Jugoszlávia |  |
| 1951. szeptember 21. | (7–15, 15–6, 15–12, 12–15, 15–10) |     |             |  |

| 1951. szeptember 21. | Szovjetunió        | 3–0 | Belgium |  |
| 1951. szeptember 21. | (15–4, 15–3, 15–3) |     |         |  |

| 1951. szeptember 21. | Bulgária                        | 3–2 | Románia |  |
| 1951. szeptember 21. | (15–1, 15–8, 8–15, 13–15, 15–7) |     |         |  |

| 1951. szeptember 22. | Jugoszlávia          | 3–0 | Belgium |  |
| 1951. szeptember 22. | (16–14, 15–11, 15–6) |     |         |  |

| 1951. szeptember 22. | Szovjetunió        | 3–0 | Bulgária |  |
| 1951. szeptember 22. | (15–8, 15–3, 15–4) |     |          |  |

| 1951. szeptember 22. | Románia               | 3–0 | Franciaország |  |
| 1951. szeptember 22. | (17–15, 15–11, 17–15) |     |               |  |

|               |      | Mérkőzések | Mérkőzések | Szettek | Szettek | Szettek | Pontok | Pontok | Pontok |
| Csapat        | Pont | Gy         | V          | Sz+     | Sz–     | SzA     | P+     | P–     | PA     |
| ------------- | ---- | ---------- | ---------- | ------- | ------- | ------- | ------ | ------ | ------ |
| Szovjetunió   | 10   | 5          | 0          | 15      | 0       | MAX     | 225    | 90     | 2,500  |
| Bulgária      | 8    | 3          | 2          | 11      | 8       | 1,375   | 234    | 187    | 1,251  |
| Franciaország | 8    | 3          | 2          | 9       | 10      | 0,900   | 225    | 238    | 0,945  |
| Románia       | 7    | 2          | 3          | 10      | 9       | 1,111   | 229    | 231    | 0,991  |
| Jugoszlávia   | 7    | 2          | 3          | 8       | 11      | 0,727   | 211    | 249    | 0,847  |
| Belgium       | 5    | 0          | 5          | 0       | 15      | 0,000   | 97     | 226    | 0,429  |

| Az 1951-es férfi röplabda-Európa-bajnokság győztese |
| --------------------------------------------------- |
| · Szovjetunió · 2. cím                              |

## Végeredmény
| Helyezés |               |      | Mérkőzések | Mérkőzések | Szettek | Szettek | Szettek | Pontok | Pontok | Pontok |
| Helyezés | Csapat        | Pont | Gy         | V          | Sz+     | Sz–     | SzA     | P+     | P–     | PA     |
| -------- | ------------- | ---- | ---------- | ---------- | ------- | ------- | ------- | ------ | ------ | ------ |
| Arany    | Szovjetunió   | 14   | 7          | 0          | 21      | 0       | MAX     | 315    | 107    | 2,944  |
| Ezüst    | Bulgária      | 14   | 6          | 2          | 20      | 9       | 2,222   | 383    | 256    | 1,496  |
| Bronz    | Franciaország | 11   | 4          | 3          | 13      | 13      | 1,000   | 320    | 320    | 1,000  |
| 4.       | Románia       | 11   | 4          | 3          | 16      | 10      | 1,600   | 333    | 295    | 1,129  |
| 5.       | Jugoszlávia   | 12   | 4          | 4          | 15      | 14      | 1,071   | 349    | 364    | 0,959  |
| 6.       | Belgium       | 8    | 1          | 6          | 3       | 18      | 0,167   | 146    | 302    | 0,483  |
|          |               |      |            |            |         |         |         |        |        |        |
| 7.       | Portugália    | 10   | 4          | 2          | 12      | 9       | 1,333   | 257    | 259    | 0,992  |
| 8.       | Olaszország   | 7    | 2          | 3          | 8       | 9       | 0,889   | 203    | 218    | 0,931  |
| 9.       | Hollandia     | 7    | 1          | 5          | 4       | 17      | 0,235   | 206    | 296    | 0,696  |
| 10.      | Izrael        | 5    | 0          | 5          | 2       | 15      | 0,133   | 155    | 250    | 0,620  |